# 러시아 제국령 중앙아시아
| 우랄스크주     | 투르가이주       |
| 아크몰린스크주 | 세미팔라틴스크주 |
| 세미레치예주   | 시르다리야주     |
| 사마르칸트주   | 페르가나주       |
| 히바 칸국      | 부하라 토후국    |
| 자카스피주     |                  |

사마르칸트주

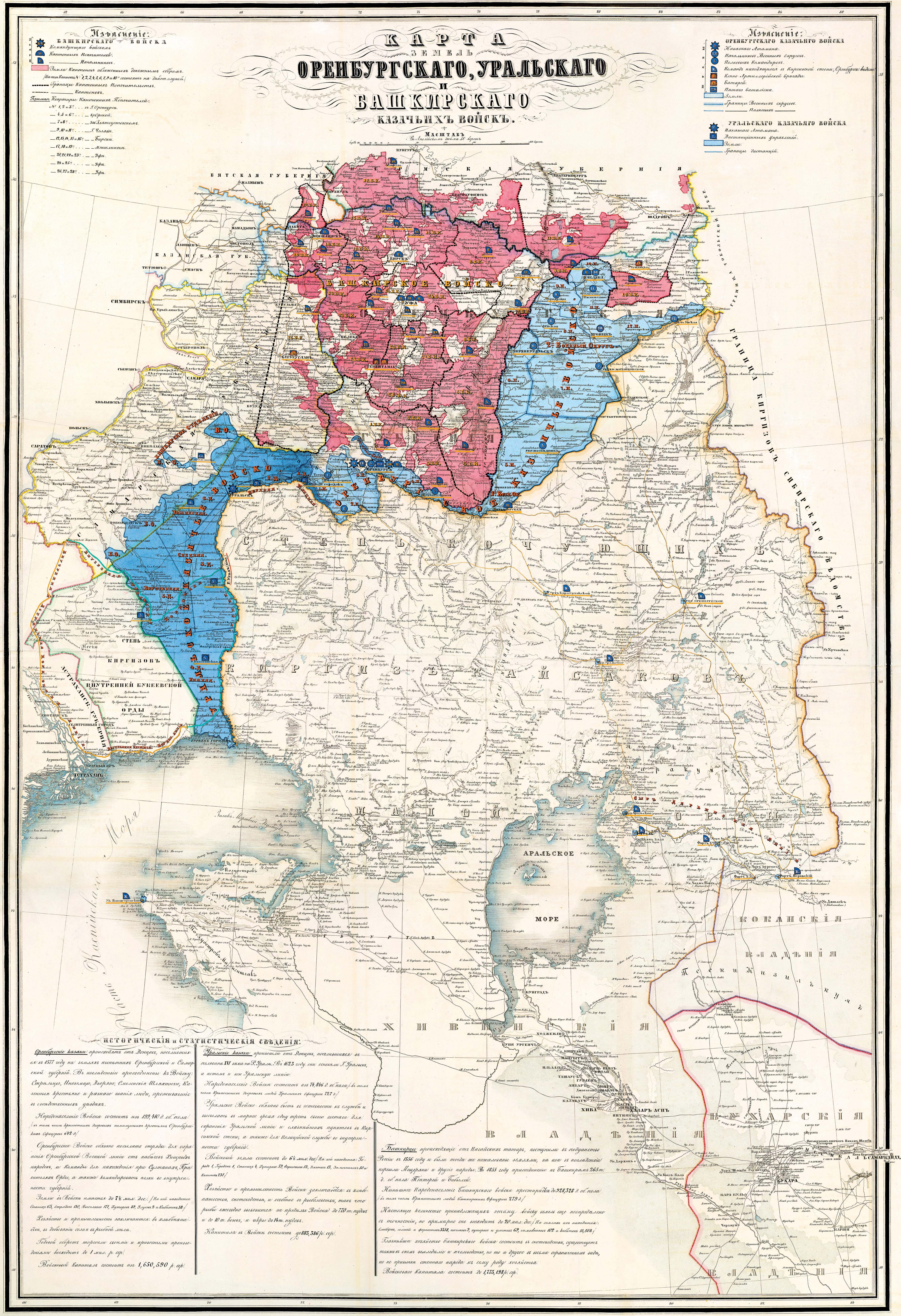
1858년, 스텝 지역 키르기스인, 카자흐인 유목민 영역 및 기타 지역의 오렌부르크 카자크, 우랄 카자크, 바시키르-미샤르 카자크의 영토를 표시한 지도.

러시아 제국령 중앙아시아(러시아어: Среднеазиатские владения Российской империи 스레드네아지아츠키예 블라데니야 로시스코이 임페리[*])는 옛 러시아 제국이 지배했던 현대 카자흐스탄, 키르기스스탄, 타지키스탄, 투르크메니스탄, 우즈베키스탄의 일부 등 중앙아시아를 포함한 지역이다. 이 지역에는 러시아 제국의 우랄스크주, 투르가이주, 아크몰린스크주, 세미팔라틴스크주, 세미레치예주, 시르다리야주, 사마르칸트주, 페르가나주, 자카스피주 및 (형식상 보호국이지만 사실상 러시아인들이 지배하는 영토인) 히바 칸국, 부하라 토후국으로 이루어져 있었다. 러시아 제국령 중앙아시아는 1897년 기준 3,501,510km2의 영역에 7,721,684명이 거주하고 있었다. 이 지역 중 세미팔라틴스크주와 아크몰린스크주는 가끔 시베리아 지역으로 분류되기도했다.
러시아 제국령 중앙아시아 지역에서는 18세기부터 19세기 내내, 러시아 제국의 중앙아시아 팽창이 인도 제국의 안보에 잠재적인 위협이 될 것이라 우려하는 대영 제국과 영토를 확장하러는 러시아 제국 사이에 보이지 않는 분쟁이 계속되었다. 이를 그레이트 게임이라 한다. 이 대결 과정에서 19세기 즉 1800년부터 러시아의 영향권과 지배에 들어선 중앙아시아 지역을 러시아령 중앙아시아(러시아어: Русская Средняя Азия 루스카야 스레드냐야 아지야[*])라고 부르게 되었다.

## 역사
러시아가 중앙아시아 지역에 첫 발을 내딛은 것은 16세기 말이었다. 1589년엔 모스크바가 부하라 칸국과 무역을 하기 위하여 친교적 관계를 맺었다. 러시아 왕국의 미하일 1세는 러시아 내 상인들을 위해 타국 시장개방을 목적으로 중앙아시아 각국으로 사절을 보내기 시작했다. 1620년에는 부하라 칸국에 다니엘 이반 코흘로프를 보냈으며, 1669년에는 히바 칸국에 페도토프를, 부하라에 파주힌 형제를 보냈다. 1675년에는 부하라에 바실리 다도프를 보냈다. 이 파견된 사절들은 정치적으로 무언가 의미있는 결과를 내놓진 못했지만 중앙아시아에 대한 정보를 넓히는데 기여했으며 《위대한 그림을 위한 책》(Книга Большому Чертежу)이라는 이름의 책이 지어지는 등의 지리학적 성과가 있었다.
1700년대 표트르 1세는 히바 칸국에 사절을 보내 샤니야즈 칸에게 보호국이 될 것을 하락하겠다는 제안을 보냈다. 1713-1714년 동안 신장 위구르 자치구 지역엔 이반 D. 벅홀츠를, 히바에 알렉산드르 베코비치 체르카스키를 파견보냈다. 1718년에는 표트르 1세가 부하라에 플로리오 베네비니를 파견보내 1725년 돌아오며 중앙아시아에 대한 많은 정보를 가지고 왔다. 표트르 대제는 이 국가들에 대해 외교 관계를 확립하러 했으나 실패했다. 히바에 파견보냈던 알렉사드르 체르카스키는 투르크멘족의 공격을 받아 완전히 와해되었고, 신장 지역에 파견된 벅홀츠도 알타이산맥 지역 카자크족에게 공격받아 실패하였다.
1755년부터 1758년에는 청나라와의 결투에서도 패배하였다. 청나라가 중가르 칸국을 완전히 점령하여 대부분의 사람들이 학살당했고, 청나라의 확장을 막기 위해 러시아는 이르타시-토볼로-이시슈유를 잇는 시베리아 선을 세워 근근히 방어하였다. 표트르 대제 이후 시기부터 19세기 전까진 러시아 제국이 카자흐인과 제한적인 종속국 관계를 맺었다.

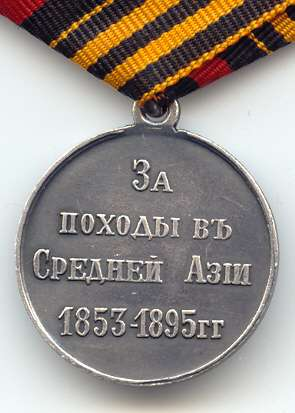
"중앙아시아 원정" 훈장

1801년, 러시아 제국의 파벨 1세는 나폴레옹 보나파르트에게 인도를 공동으로 탐사하자는 제안을 하였다. 이 합동 탐사에 대한 여러 반대가 있었으나 파벨 1세는 1월달에 마트베이 플라토프에게 20만명의 카자크 군단을 이끌고 인도 방면으로 진군시켰다. 3월달엔 이 진군은 사라토프현 외곽의 이르지즈강 상류까지 닿았다. 그 곳에서 플라토프는 파벨 1세의 승하와 알렉산드르 1세의 즉위 소식을 듣고, 즉시 군사를 돌리라는 명령을 받아 후퇴했다.
1819년에는 니콜라이 무라비요프 카르스키가 히바로 파견되었으나 별다른 소득은 없었고 대신 "투르크메니스탄 지역과 히바의 여행기"라는 책을 저술하였다.
1859년 니콜라이 파블로비치 이그나티예프는 부하라로 파견되어 부하라 에미르와 친교 조약을 맺었다.

## 같이 보기
- 그레이트 게임
- 아시아 러시아
- 러시아령 튀르키스탄
- 소련령 중앙아시아

## 참고 문헌

### 러시아어
- Глущенко, Е. А. Россия в Средней Азии. Завоевания и преобразования. — М.: ЗАО Издательство Центрполиграф, 2010. — 575 с. — (Россия забытая и неизвестная. Золотая коллекция). ISBN 978-5-227-02167-0
- Игнатьев Н., Миссия в Хиву и Бухару в 1858 г. флигель-адъютанта полковника Н. Игнатьева, СПб., 1897.
- Терентьев М. А., История завоевания Средней Азии, т. 1-3, СПб., 1906.
- Иванов П. П. Казахи и Кокандское ханство (к истории их взаимоотношений в начале XIX в.), — «Записки института востоковедения АН СССР», т. VII, 1939.
- Валиханов Ч. Ч., Статьи. Переписка, Алма-Ата, 1947.
- Аполлова Н. Г. Присоединение Казахстана к России в 30-х годах XVIII века, Алма-Ата, 1948.
- Иванов П. П. Очерки по истории Средней Азии (XVI — середина XIX в.), М., 1958.
- Бендриков К. Е. Очерки по истории народного образования в Туркестане (1865—1924). М.,1960.
- Н. Ханыков. Экспедиция в Хорасан. М. Наука. 1973.
- Левшин А. И.Описание киргиз-казачьих или киргиз-кайсацких гор и степей. Алматы. Санат. 1996.
- Любавский, М. К. Обзор истории русской колонизации с древнейших времён и до XX века. — М.: Изд-во Моск. ун-та., 1996.
- Эркинов, А. Андижанское восстание и его предводитель в оценках поэтов эпохи.// Вестник Евразии, № 1(20), Москва, 2003, С.111-137.
- Тагеев Б. Л. «Русские над Индией». Книга "Полуденные экспедиции: Очерки. — М.: Воениздат, 1998. −351 с. (Редкая книга). ISBN 5-203-01852-9.
- С. Н. Башина, Д. Ю. Арапова, Н. Е. Бекмаханова (2008년). 《Центральная Азия в составе Российской империи》 (러시아어) HISTORIA ROSSICA판. Новое литературное обозрение. 464쪽. ISBN 978-5-86793-571-9. 2016년 10월 31일에 원본 문서에서 보존된 문서. 2016년 11월 25일에 확인함.
- Мавланов И. Р. Завоевание Средней Азии Россией // Индия - Центральная Азия: экономическое состояние и торгово-экономические связи во второй половине XIX – первой половине XX в. – Ташкент: Институт востоковедения им. Абу Райхана Беруни Академии наук  Республики Узбекистан, 2012. – 254 с. ISBN 978-9943-340-28-2.

### 기타 언어
- Carrere d’Encausse, H. Islam and The Russian Empire: Reform and Revolution in Central Asia. London, 1988.
- Kalpana Sahni, Crucifying the Orient — Russian Orientalism and the Colonization of Caucasus and Central Asia — White Orchard Press, Bangkok, Thailand; The Institute for Comparative Research in Human Culture, Oslo, first published 1997.
- Brower, D. A. Turkestan and the Fate of the Russian Empire. London: Routlege, 2003. ISBN 0-415-29744-3
- Ross, E. D., Skrine, F. H. B. The Heart of Asia: A History of Russian Turkestan and the Central Asian Khanates from the Earliest Times. London: Methuen & co., 1899; London — New York: Routlege, 2004.
- Erkinov. A. Praying For and Against the Tsar : Prayers and Sermons in Russian-Dominated Khiva and Tsarist Turkestan. Berlin : Klaus Schwarz Verlag, 2004 (=ANOR 16), 112 p.